# Candida glaebosa
Candida glaebosa är en svampart som beskrevs av Komag. & Nakase 1965. Candida glaebosa ingår i släktet Candida, ordningen Saccharomycetales, klassen Saccharomycetes, divisionen sporsäcksvampar och riket svampar.   Inga underarter finns listade i Catalogue of Life.